# Rubbasjön
Rubbasjön är en sjö i Värnamo kommun i Småland och ingår i Lagans huvudavrinningsområde. Sjön har en area på 0,0619 kvadratkilometer och ligger 243,9 meter över havet. Sjön avvattnas av vattendraget Svanarydsbäcken.

## Delavrinningsområde
Rubbasjön ingår i det delavrinningsområde (634779-140343) som SMHI kallar för Mynnar i Ruskån. Medelhöjden är 211 meter över havet och ytan är 18,69 kvadratkilometer. Det finns inga delavrinningsområden uppströms utan avrinningsområdet är högsta punkten. Svanarydsbäcken som avvattnar avrinningsområdet har biflödesordning 3, vilket innebär att vattnet flödar genom totalt 3 vattendrag innan det når havet efter 190 kilometer. Delavrinningsområdet består mestadels av skog (81 procent). Avrinningsområdet har 0,66 kvadratkilometer vattenytor vilket ger det en sjöprocent på 3,5 procent.